# Siolius bicolor
Siolius bicolor là một loài bọ cánh cứng trong họ Noteridae. Loài này được J.Balfour-Browne miêu tả khoa học đầu tiên năm 1969.